# Saint-Genès-de-Castillon
Saint-Genès-de-Castillon è un comune francese di 398 abitanti situato nel dipartimento della Gironda nella regione della Nuova Aquitania.

## Società

### Evoluzione demografica
Abitanti censiti